# 거짓말 탐지기

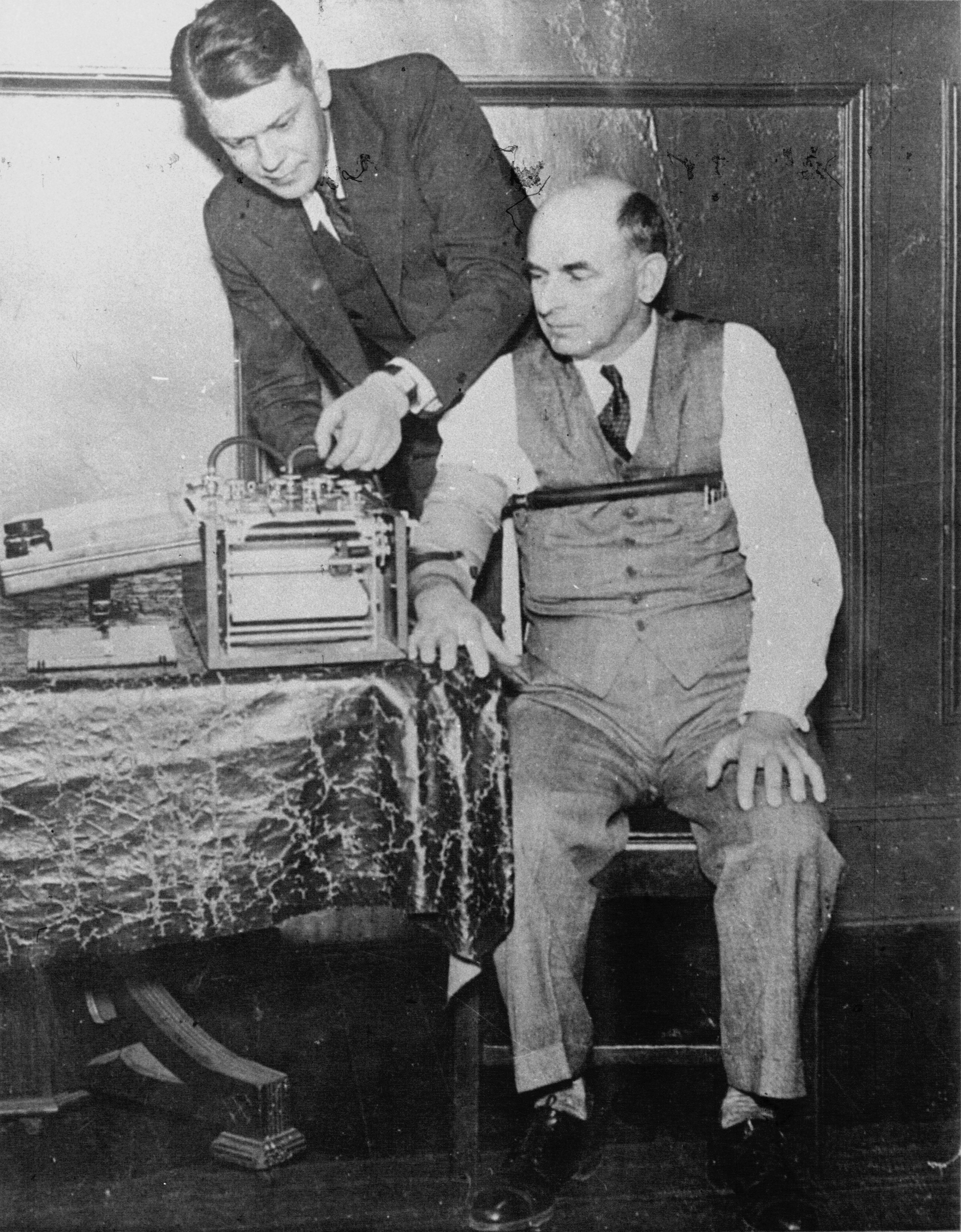
1935년 리차드 하우프트만 재판에서 검찰측 전 증인이었던 아서 쾰러에게 개량된 거짓말 탐지기를 시험하는 미국의 발명가 레오나르드 킬러

거짓말 탐지기(영어: lie detector) 또는 폴리그래프(영어: polygraph)는 사람이 진실을 말하는지 거짓말을 하는지를 알아내는 기계이다. 검사를 받는 사람의 맥박, 혈압, 호흡, 땀 같은 신체 기능의 변화를 측정하여 그래프로 나타낸다.
1921년 미국 경찰관이자 법의학자인 존 라슨이 개발했다.
검사를 받는 사람이 거짓말을 하고 있으면 그래프에 변화가 생기는데, 이것은 거짓말을 하고 있다는 정서적 반응 때문에 나타난다. 그러나 항상 결과가 정확한 것만은 아니다.
2004년부터 대한민국 검찰청에서는 심리생리검사(Psychophysiological Detection of Deception)란 용어를 사용해 오고 있다.
2001년 미국 아이오와주 뇌지문 연구소가 개발한 뇌지문 탐지기는 거짓말 탐지기의 일종인데, 그해 뉴욕타임스 선정 미국내 5대 발명품에 올랐다.

## 역사
사람들은 거짓말을 자주 한다. 8분마다 한 번꼴, 심지어 하루 200번쯤이란 연구 결과도 있다. 이전에는 거짓말 탐지의 수단으로 고문을 사용했다. 전후진술의 모순을 지적하는 방법과 고문 이외에는 별다른 거짓말 탐지 수단이 없었다. 1895년 체사레 롬브로조는 경찰 사건에서 혈압 변화를 측정하여 거짓말을 탐지하려고 했다.

## 정확도
2007년 모 대학교 심리학과와 대한민국 검찰청이 공동으로 수행한 연구에서, 거짓말 집단의 실험 참가자들에게 모의 범죄를 저지르게 한 후 발각되지 않도록 거짓말을 하도록 하였으며 진실 집단의 실험 참가자들에게는 사실대로 진술을 하도록 지시한 후 그 다음날 대검찰청 심리분석실에서 심리생리검사를 받도록 하였는데 판정의 정확도가 100%인 것으로 나타났다.
2007년 3월 5일, 이탈리아 파두아 대학 쥬세페 사르토리 교수 연구팀은 정확도가 약 80% 수준이었던 기존의 거짓말 탐지기에 비해 정확도를 90∼93% 수준으로 대폭 끌어올린 새로운 거짓말 탐지기를 개발했다. 새로운 탐지기는 무엇보다 피의자가 어떤 질문을 받았을 때 그것에 반응하고 답변하는 데 걸리는 시간을 측정함으로써 거짓말을 탐지해 낸다.

## 거짓말쟁이의 특징
2015년 12월 10일, 미국 미시간 대학교 연구팀은 행동특성으로 거짓과 진실을 말하는 사람들을 구분해냈다. 거짓말하는 사람들은 양손을 더 많이 사용하며, 상대방의 눈을 더 자주 마주쳤다. “음…”과 같은 감탄사를 더 자주 내뱉었고 “내가” 혹은 “우리가”와 같은 말보다 “그가” 혹은 “그녀가”와 같이 다른 사람에 대해 이야기했다. 또 얼굴을 자주 찌푸리거나 끄덕인다. 거짓말탐지기의 사용은, 검사 동의가 필요하고, 전문가와 장비가 필요한데, 일상적인 대화만으로, 이러한 행동특성을 체크하여, 75%의 정확도로 거짓말쟁이를 판단할 수 있었다.

## 사용국
폴리그래프는 개발도 미국 경찰이 했고, 현재 최대 사용자도 미국 경찰과 미국 정보기관이다. 그러나 미국을 포함해 전 세계의 법정에서는 미국 경찰관이 개발한 이 기기를 그다지 신뢰하지 않는 분위기다. 즉, 경찰에서는 사실상 많이 쓰지만, 법정에서는 법률상 배척되고 있다. 쉽게 말해서, 사실상 70-90%는 유효하나, 100%인 법률상 지위까지 획득하지는 못한 상태에 있다. 완벽하게 유효하지는 않다. 실무상 광범위하게 쓰이고 있으나, 아직, 최종적인 법적 지위까지 획득하지는 못했다는 의미이다.

### 미국
메사추세츠, 메릴랜드, 뉴너지, 델라웨어 주에서는 채용의 조건으로, 또는 근로자가 범죄의 의심을 받는 경우에, 사장이 근로자에게 폴리그래프 검사를 명령하는 것은 불법이라고 주법률을 제정했다.
1988년 근로자 폴리그래프 보호 법률이 제정되어, 사장이 무차별적으로 근로자에 대해 폴리그래프 검사를 하지 못하도록 했다. 사장이 근로자에게 폴리그래프 검사를 요구할 수 있는 예외도 규정했다. 미국에서는 뉴멕시코주를 제외하면 거짓말탐지기의 증거능력을 법원에서 인정하지 않는다.

### 캐나다
1987년 대법원 판례에서 폴리그래프 검사결과를 증거로 채택하는 데 반대했다. 그러나 이 판례에도 불구하고 캐나다 경찰들은 매우 많이 사용하고 있다.

### 대한민국
거짓말탐지기 검사결과가 증거능력이 있는 경우에도 그 검사 즉 감정의 결과는 검사를 받는 사람의 진술의 신빙성을 가늠하는 정황증거 로서의 기능을 다하는데 그치는 것이다.년 기준으로는 거짓말 탐지기, 뇌지문 탐지기, 고해상도 적외선 카메라의 3중 장비를 설치해, 거짓말을 탐지한다.
경찰청 과학수사관리관은 1964년부터 거짓말검사 장비를 도입하여 2016년 기준으로는 경찰 수사와 관계된 거짓말 탐지를 실시하고 있으며 연간 8,000여건 정도를 수행한다.

### 인도
2010년 5월 5일 대법원 판례에서, 폴리그래프의 사용은 불법적이고 위헌적이라고 판시했다. 인도 헌법 20조 3항에는 어떤 피의자도 자신에 불리한 증인이 될 수 없다고 규정하고 있다. 피의자 자신이 스스로 폴리그래프 검사를 요구하면 합법적이게된다.

## 사용사례
미국 정보기관은 사회적으로 물의를 일으킨 사건의 경우, 내부 스파이나 배신자를 찾기 위해, "전수검사"를 실시한다고 보도되었다. 즉 기관장 이하 모든 직원들을 검사하는 방식이다. 검사에 불응하면 피의자 용의자 등으로 분류한다. 의심자가 범죄자라는 것은 아니지만, 더는 중요임무에 투입될 수 없다.
부분전수검사는, 기밀이 유출된 의심스러운 부서의 전직원만 검사를 하는 방식이다. 역시, 자발적 검사에 참여하지 않겠다고 하면, 의심자로 분류된다.
자신의 진술을, 전과나 기타 정황 때문에 잘 믿으려고 하지 않는 경우, 자신의 결백이나 진실성을 담보하기 위해 스스로 거짓말탐지를 요구하는 방식도 있다.

## 같이 보기
- 거짓말
- 진실
- 뇌지문 탐지기